# Lígia Maria Scherer
Lígia Maria Scherer (* 28. Oktober 1951 in Curitiba, Paraná) ist eine brasilianische Diplomatin.

## Leben
Lígia Maria Scherer ist die Tochter von Lucy Szabó Scherer und Adalberto Scherer Sobrinho.
Sie studierte 1974 Philologie, Portugiesisch und Englisch an der Universidade Federal do Paraná. 1978 absolvierte sie den Curso de Preparacâo para a Carreira Diplomática des Rio Branco-Institutes. Ein Jahr später wurde sie zur Gesandtschaftssekretärin dritter Klasse, im Jahr 1981 zweiter Klasse und 1988 erster Klasse ernannt.
Ab 1979 war Scherer in der Abteilung Vereinte Nationen beschäftigt und wurde als Gesandtschaftssekretärin zweiter Klasse von 1985 bis 1988 nach Rom und im Anschluss daran bis 1991 nach Tokio versetzt. Von 1991 bis 1994 war sie Stellvertreterin des Leiters der Abteilung Umwelt. Danach wurde sie von 1994 bis 1997 als Gesandte in Washington, D.C. und von 1997 bis 2001 in Tel Aviv eingesetzt. 
2001 absolvierte Scherer ihre Diplomarbeit zum Thema A Questão de Jerusalém: Realidades e. Perspectivas im Rahmen des Curso de Altos Estudios des Rio Branco Institutes. Danach leitete sie von 2001 bis 2003 die Abteilung Asien und Ozeanien II und wurde im Anschluss daran als Geschäftsträgerin nach Dili, Osttimor entsendet. Von 2005 bis 2007 war sie sodann Gesandte an der brasilianischen Mission bei der Europäischen Union in Brüssel und leitete anschließend bis 2012 die brasilianische Geschäftsstelle in Ramallah. Seit dem 24. August 2012 ist sie Botschafterin in Maputo.